# ED-Beta
ED-Beta (acrónimo del inglés Extended Definition-Betamax, e. e., Betamax de Definición Extendida), es la respuesta del sistema de vídeo Beta al lanzamiento del formato S-VHS. Ofrece una calidad de vídeo superior (unas 500 líneas horizontales) y una excelente calidad de audio (soporta estéreo analógico de alta calidad, cabiendo la posibilidad de incluir un decodificador Dolby Pro-Logic para la decodificación matricial de los demás canales de audio.
- Datos: Q5816109